# Kecamatan Paguyaman
Kecamatan Paguyaman är ett distrikt i Indonesien.   Det ligger i provinsen Gorontalo, i den norra delen av landet, 1 900 km öster om huvudstaden Jakarta.